# Bourgueil
Bourgueil es una comuna francesa en el departamento de Indre-et-Loire, en la región Centro.

## Historia
Parte integrante de la provincia de Anjou y de su historia, la región de Bourgueil (incluyendo el terreno del castillo de Gizeux y hasta Château-la-Vallière) se unió en 1790 al recién creado departamento de Indre y Loira.
El 24 de mayo de 1589, Duplessis-Mornay gobernador de Saumur (1589-1621) no sólo dirige la ciudad de Saumur, encabeza un gobierno especial separado de Anjou. Esta senescalía de Saumur, abarca al norte del Loira la zona de Bourgueil, y lo hará hasta la Revolución francesa.

## Economía
Bourgueil está rodeado de viñedos y produce vinos tintos de renombre, que ya alabaron Ronsard y Rabelais.

## Monumentos
Bourgueil es sede de una importante abadía benedictina fundada en 990 por Emma, condesa de Poitou, hija de Teobaldo I, conde de Blois. En el siglo XVI adoptó la regla de San Mauro (1630). En otros tiempos, esta abadía fue una de las más ricas de Anjou, aunque se arruinó durante la Revolución francesa.
La iglesia del municipio tiene como característica una nave románica en contraste con un coro gótico.